# Cresmatoneta
Cresmatoneta é um gênero de aranhas da família Linyphiidae descrito em 1929.